# Bararaneus
Bararaneus Wunderlich, 2004 è un genere di ragni fossili appartenente alla famiglia Araneidae.

## Caratteristiche
Genere fossile risalente al Paleogene. I ragni sono costituiti da parti molli molto difficili da conservare dopo la morte; infatti i pochi resti fossili di aracnidi sono dovuti a condizioni eccezionali di seppellimento e solidificazione dei sedimenti.

## Distribuzione
Le specie sono state rinvenute in alcune ambre baltiche.

## Tassonomia
L'attribuzione della sottofamiglia di appartenenza è un po' dubbia, anche per i pochi resti trovati, tanto da far ritenere il genere quale incertae sedis.
A maggio 2014, di questo genere fossile sono note due specie:
- Bararaneus annulatus Wunderlich, 2004 ? [1] †, Paleogene
- Bararaneus evolvens Wunderlich, 2004[4] †, Paleogene